# Nemlizade Konağı
Das Nemlizade Konağı ist ein im Auftrag von Nemlizade Hacı Ahmet Efendi erstelltes Herrenhaus in der türkischen Stadt Trabzon. Das Gebäude wurde im Stadtteil Gazipaşa im Jahre 1892 erbaut.

## Die Struktur des Gebäudes
Das Herrenhaus besteht aus einem vierstöckigen Mauerwerk. Außerdem weist das Gebäude eine Architektur im europäischen Stil auf.
Zudem befinden sich im Nemlizade Konağı Bereiche eines Selamlık und eines Harems. Die Halle im Erdgeschoss und die Räume des Harems waren mit Kütahya-Porzellan beschmückt.

## Geschichte
Während der russischen Besatzung im Ersten Weltkrieg war das Gebäude Sitz der Besatzungsverwaltung. Anschließend wurde es zwar wieder von Einwanderern der Nemlizade Familie bewohnt, aber aufgrund der Spaltung der Familie war das nur bis 1945 der Fall. Von 1945 bis 1963 war das Herrenhaus Büro eines Tabakunternehmens. Später war es bis 1979 die Räumlichkeit einer Bildungsinstitution. Danach wurde das Gebäude von der Akademie der Wirtschafts- und Handelswissenschaften von Trabzon genutzt. Nach der Übernahme des Berufsgymnasiums für Mädchen an das Ministerium für Kultur dient es bis heute als Bildungseinrichtung für Mädchen.